# Сен-Жан, Альфредо
Альфре́до О́скар Сен-Жан (исп. Alfredo Oscar Saint-Jean; 8 ноября 1926, Буэнос-Айрес — 2 сентября 1987, Часкомус, провинция Буэнос-Айрес) — аргентинский военный и политический деятель, генерал, министр внутренних дел Аргентины и исполняющий обязанности президента Аргентины в 1982 году. Брат политика-националиста Иберико Сен-Жана.
Кадровый армейский офицер. Во второй половине 1970-х годов — командующий 1-й бронекавалерийской бригадой.
Входил в правительственный кабинет Леопольдо Галтьери. Занимал пост министра внутренних дел, в этом качестве 30 марта 1982 года возглавлял репрессии против участников профсоюзных демонстраций на площади Мая. Сен-Жан оправдывал репрессии борьбой с «подрывными элементами».
После ухода Галтьери в отставку в связи с поражением Аргентины в Фолклендской войне Сен-Жан 18 июня 1982 года был приведён к присяге как исполняющий обязанности президента страны. 1 июля того же года передал президентские полномочия Рейнальдо Биньоне.
В 1985 году был осуждён в числе других руководителей военной хунты. Бывшему министру были предъявлены 33 обвинения в преступлениях против человечества, включая похищения, пытки и убийства, совершавшиеся в центральных и западных районах провинции Буэнос-Айрес. Приговорён к тюремному заключению, но освобождён по закону об амнистии. Умер в сентябре 1987 года. Похоронен на кладбище Ла-Чакарита.